# Claude La Colombière
Claude La Colombière o de La Columbière (Grenoble, 2 de febrer de 1641 - Paray-le-Monial, 15 de febrer de 1682) fou un jesuïta, autor eclesiàstic i promotor de la devoció al Sagrat Cor de Jesús. És venerat com a sant per l'Església catòlica.

## Biografia
Nascut a una família noble, estudià al col·legi jesuïta de Lió, on fou ordenat sacerdot. Estudià en les universitats d'Avinyó (Valclusa) i París. Fou professor particular i després predicador, destacant en el seu paper contra la difusió del jansenisme. Ingressà a la Companyia de Jesús en 1659.
En 1666 fou, a París, preceptor dels fills de Jean-Baptiste Colbert, ministre de finances del rei Lluís XIV de França. En 1675 fou nomenat rector del col·legi de Paray-le-Monial, i es convertí en el director espiritual de qui seria santa Marguerite Marie Alacoque, salesa que promogué el culte al Sagrat Cor de Jesús. Ha deixat nombroses obres escrites:
- Sermons, publicats en tres volums a Lió, 1684.
- Réflexions chrétiennes, Lió, 1684.
- Retraite spirituelle, Lió, 1684.
- Lettres spirituelles, Lió, 1715.

## Veneració
Fou beatificat el 16 de juny de 1929 per Pius XI i canonitzat el 31 de maig de 1992 per Joan Pau II. La seva festa és el 15 de febrer, aniversari de la seva mort.